# Magescq
Magescq település Franciaországban, Landes megyében. Lakosainak száma 2602 fő (2022. január 1.). Magescq Castets, Herm, Léon, Rivière-Saas-et-Gourby, Saint-Geours-de-Maremne, Saint-Paul-lès-Dax, Soustons, Mées és Angoumé községekkel határos.

## Népesség
A település népességének változása:
| Lakosok száma | 1109 | 1149 | 1218 | 1619 | 1977 | 2035 | 2175 | 2322 | 2450 | 2602 |
|               | 1968 | 1982 | 1990 | 2006 | 2013 | 2015 | 2017 | 2019 | 2020 | 2022 |